# Jerami Grant
Houston Jerami Grant (* 12. März 1994 in Portland, Oregon) ist ein US-amerikanischer Basketballspieler, der seit 2022 bei den Portland Trail Blazers in der National Basketball Association spielt. Grant ist 2,03 Meter groß und läuft meist als Power Forward auf. Er wurde im NBA-Draft 2014 an 9. Stelle in der 2. Runde ausgewählt.

## College
Grant spielte für die Syracuse University in der College Liga NCAA. In seiner zweiten Saison dort (2013/14) machte er im Durchschnitt 12,1 Punkte, 6,8 Rebounds und 1,4 Assists in 31,4 Minuten. Nach dieser Saison meldete er sich für den NBA-Draft an.

## NBA-Karriere

### Philadelphia 76ers (2014–2016)
Am 29. September 2014 unterschrieb Grant bei den 76ers einen 4-Jahres-Vertrag mit zwei garantierten Jahren. Am 21. Januar 2015 schaffte er vier Punkte und acht Blocks in einer Niederlage gegen die New York Knicks. Die acht Blocks waren die meisten von einem 76ers-Spieler seit Samuel Dalembert, welcher neun Blocks am 12. Dezember 2007 verbuchte, und die meisten von einem 76ers-Rookie seit Shawn Bradley. Dieser erzielte am 17. Januar 1997 neun Blocks. Seine Saisonbestleistung hatte er am 2. Februar in einer Niederlage gegen die Cleveland Cavaliers, in welcher er 18 Punkte und 7 Rebounds holte.
In seiner zweiten Saison holte er am 11. November 2015 in einer Niederlage gegen die Toronto Raptors das erste Double-Double seiner Karriere. Er verzeichnete 12 Punkte und 10 Rebounds. Am 30. Dezember verzeichnete er in einem Sieg gegen die Sacramento Kings 18 Punkte, 5 Blocks und einen Karrierehöchstwert mit 11 Rebounds.

### Oklahoma City Thunder (2016–2019)
Am 1. November 2016 wurde Grant in Austausch für Ersan Ìlyasova und einen Draftpick zu den Oklahoma City Thunder transferiert. Sein Debüt für die Thunder bestritt er am folgenden Tag in einem Sieg gegen die Los Angeles Clippers, in welchem er 6 Punkte, 2 Rebounds und 2 Blocks in 18 Minuten von der Bank verzeichnete.
Am 31. Oktober 2017 erzielte Grant, von der Bank kommend, 17 Punkte bei einem 110:91-Sieg gegen die Milwaukee Bucks, in diesem Spiel verzeichnete er das erste Mal 17 Punkte seit dem 1. April 2016.
Am 7. Juli 2018 verlängerte Grant seinen Vertrag bei den Thunder. Am 10. Januar 2019 verzeichnete er ein Karrierehöchstwert mit 25 Punkten und 12 Rebounds in einer 154:147-Niederlage gegen die San Antonio Spurs. Am 18. März verzeichnete er 27 Punkte in einer 116:107-Niederlage gegen die Miami Heat. Am 10. April verzeichnete er erneut einen neuen Karrierehöchstwert mit 28 Punkten in einem 127:116-Sieg gegen die Bucks.

### Denver Nuggets (2019–2020)
Am 8. Juli 2019 wurde Jerami im Tausch für einen Erstrundenpick im Jahr 2020 an die Denver Nuggets abgegeben.
Am 25. Februar 2020 verzeichnete Grant einen neuen Karrierehöchstwert mit 29 Punkten in einem 115:98-Sieg gegen die Detroit Pistons.
Jerami Grant war ein wichtiger Bestandteil des Playoff-Laufs der Denver Nuggets, in welchem sie von zweimal 1:3-Rückstände aufholten. Am 15. September 2020, im siebten Spiel der 2. Runde gegen die Los Angeles Clippers und seinen ehemaligen Thunder-Kollegen Paul George, kam er auf 14 Punkte und somit 4 mehr als George, obwohl er 9 Minuten weniger gespielt hatte. In den Western Conference Finals, in welchen sie gegen LeBron James, Anthony Davis und die Lakers spielten hatte, er in den ersten zwei Spielen – welche beide verloren gingen – Probleme und erzielte nur 9 beziehungsweise 7 Punkte, im dritten Spiel kam er auf 26 und erzielte somit, obwohl er 10 Minuten weniger spielte, nur 2 Punkte weniger als der beste Korbschütze, Jamal Murray. In den nächsten beiden Spielen nahm Jerami Grant ebenfalls eine wichtige Rolle ein (17 und 20 Punkte), jedoch verlor er mit seiner Mannschaft beide und schied mit 1:4-Siegen aus den Playoffs aus.

### Detroit Pistons (2020 bis 2022)
In einem Tauschgeschäft zwischen den Detroit Pistons und den Nuggets, welches einen Vertragsabschluss und anschließenden Transfer beinhaltete (englisch sign-and-trade), unterschrieb Grant am 22. November 2020 einen 3-Jahres-Vertrag im Wert von 60 Millionen US-Dollar bei den Pistons.
Nachdem er in seinem ersten Spiel als Pistons Probleme hatte (9 Punkte auf 36 % Trefferwahrscheinlichkeit), drehte er auf. In seinen nächsten 14 Spielen lag seine Ausbeute nie unter 20 Punkten, in drei dieser 14 Spiele erzielte er über 30 Punkte. Seinen neuen Karrierehöchstwert stellte er am 20. Januar 2021 bei einer Niederlage gegen die Atlanta Hawks auf, er verzeichnete 32 Punkte, 6 Rebounds und 5 Assists. Grant verbesserte seine Statistiken erheblich und führte die Pistons als Topscorer mit 22,3 Punkten pro Spiel an. Bei der Wahl zum Most Improved Player der Saison gehörte er zu den Finalisten. Der Award ging jedoch an Julius Randle von den New York Knicks. Grant wurde Zweiter.

### Portland Trail Blazers (seit 2022)
Am 23. Juni 2022 wurde bekanntgegeben, dass Grant in Austausch für einen Erstrundenpick im Jahr 2025 zu den Portland Trail Blazers getauscht wurde.

## Karriere-Statistiken

### Hauptrunde
| Saison  | Team         | GP  | GS  | MPG  | FG % | 3P % | FT % | RPG | APG | SPG | BPG | PPG  |
| ------- | ------------ | --- | --- | ---- | ---- | ---- | ---- | --- | --- | --- | --- | ---- |
| 2014–15 | Philadelphia | 65  | 11  | 21.2 | .352 | .314 | .591 | 3.0 | 1.2 | 0.6 | 1.0 | 6.3  |
| 2015–16 | Philadelphia | 77  | 52  | 26.8 | .419 | .240 | .658 | 4.7 | 1.8 | 0.7 | 1.6 | 9.7  |
| 2016–17 | Philadelphia | 2   | 0   | 20.5 | .353 | .000 | .500 | 3.5 | 0.0 | 0.0 | 2.0 | 8.0  |
| 2016–17 | Oklahoma     | 78  | 4   | 19.1 | .469 | .377 | .619 | 2.6 | 0.6 | 0.4 | 1.0 | 5.4  |
| 2017–18 | Oklahoma     | 81  | 1   | 20.3 | .535 | .291 | .675 | 3.9 | 0.7 | 0.4 | 1.0 | 8.4  |
| 2018–19 | Oklahoma     | 80  | 77  | 32.7 | .497 | .392 | .710 | 5.2 | 1.0 | 0.8 | 1.3 | 13.6 |
| 2019–20 | Denver       | 71  | 24  | 26.6 | .478 | .389 | .750 | 3.5 | 1.2 | 0.7 | 0.8 | 12.0 |
| 2020–21 | Detroit      | 54  | 54  | 33.9 | .429 | .350 | .845 | 4.6 | 2.8 | 0.6 | 1.1 | 22.3 |
| 2021–22 | Detroit      | 47  | 47  | 31.9 | .426 | .358 | .838 | 4.1 | 2.4 | 0.9 | 1.0 | 19.2 |
| 2022–23 | Portland     | 63  | 63  | 35.6 | .475 | .401 | .813 | 4.5 | 2.4 | 0.8 | 0.8 | 20.5 |
| 2023–24 | Portland     | 54  | 54  | 33.9 | .451 | .402 | .817 | 3.5 | 2.8 | 0.8 | 0.6 | 21.0 |
| Gesamt  | Gesamt       | 672 | 387 | 27.6 | .455 | .364 | .746 | 4.0 | 1.6 | 0.7 | 1.0 | 13.0 |

### Play-offs
| Saison | Team     | GP | GS | MPG  | FG % | 3P % | FT % | RPG | APG | SPG | BPG | PPG  |
| ------ | -------- | -- | -- | ---- | ---- | ---- | ---- | --- | --- | --- | --- | ---- |
| 2017   | Oklahoma | 5  | 0  | 22.2 | .613 | .333 | .857 | 3.8 | 0.8 | 0.2 | 0.4 | 9.2  |
| 2018   | Oklahoma | 6  | 0  | 22.2 | .514 | .250 | .455 | 3.3 | 1.0 | 0.7 | 0.5 | 7.2  |
| 2019   | Oklahoma | 5  | 5  | 35.2 | .500 | .450 | .692 | 5.6 | 0.8 | 0.6 | 2.0 | 11.6 |
| 2020   | Denver   | 19 | 16 | 34.4 | .406 | .326 | .889 | 3.3 | 1.3 | 0.6 | 0.8 | 11.6 |
| Gesamt | Gesamt   | 35 | 21 | 30.7 | .456 | .341 | .800 | 3.7 | 1.1 | 0.5 | 0.9 | 10.5 |

## Verwandte in der NBA
Grant hat zwei Brüder – Jerian und Jerai – von welchen einer ebenfalls den Sprung in die NBA schaffte, nämlich Jerian. Dieser spielte zuletzt in der Saison 2019/20 für die Orlando Magic und wechselte später nach Griechenland. Außerdem spielte auch sein Vater – Harvey Grant – in der NBA, dieser war seine ganze Karriere lang ein Rollenspieler. Der Zwillingsbruder seines Vaters (und dadurch Jeramis Onkel) Horace Grant war ein Mal NBA-All-Star, gewann drei Titel an der Seite Michael Jordans mit den Chicago Bulls (1991, 1992, 1993) und einen Titel mit Kobe Bryant, Shaquille O’Neal und den Los Angeles Lakers (2001).